# Paul-Émile Victor
Pour les articles homonymes, voir Victor.
Paul Eugène Victor, dit Paul-Émile Victor ou PEV, né le 28 juin 1907 à Genève et mort le 7 mars 1995 à Bora-Bora, est un explorateur polaire, scientifique, ethnologue, écrivain français, fondateur et patron des expéditions polaires françaises durant vingt-neuf ans.

## Biographie

### Jeunesse et débuts de carrière (1907-1934)
Paul Eugène Victor naît le 28 juin 1907 à Genève en Suisse, de parents français immigrés d'origine juive d'Europe centrale. Il est le fils d'Erich Heinrich Victor Steinschneider, issu d'un milieu aisé de juristes et d’industriels originaires de Bohême, et de Maria Laura Baum, issue d’une famille bourgeoise polonaise établie à Vienne, installés dans le Jura à partir de 1906. C’est le 10 juin 1907 qu'Erich Heinrich Victor Steinschneider obtient de la lieutenance générale impériale et royale du royaume de Bohême l’autorisation de changer son nom en « Éric Victor ». Soucieux de s'intégrer dans sa nouvelle patrie, cette francisation (en choisissant son troisième prénom comme patronyme) lui permet de masquer la consonance germanique de son nom dans un pays encore marqué par la guerre de 1870.
Les parents choisissent Genève, où ils connaissent une doctoresse réputée, pour qu'y naisse leur premier enfant, Paul, déclaré de nationalité autrichienne à sa naissance. Sa sœur Lily Marguerite naît le 30 novembre 1908.
Paul passe une partie de son enfance en France à Saint-Claude dans le Jura où son père possède une usine de pipes en bruyère, les « Établissements E.H.Victor ».
En 1916, ses parents déménagent à Lons-le-Saunier, toujours dans le département du Jura, où son père crée une nouvelle usine de pipes qui se diversifie en 1928 dans la fabrication de stylos, l'Angleterre, son principal pays débouché s'étant réservé le monopole de la vente de pipes sur son territoire.
Très jeune, Paul-Émile se réfugie dans le grenier, loué avec l'appartement de la « Villa Bernard », propriété de la famille Bernard-Genin, où il se plonge dans une collection de livres et de revues, d'affiches et de récits d'aventures, d'exploration et d'ethnologie, qui éveillent en lui des rêves et la passion des voyages polaires et polynésiens. Il entre aux Éclaireurs de France (où il devient « Tigre Souriant ») dont il sera responsable local et avec qui il gardera des liens tout au long de sa vie. Il revient sur cet épisode de sa vie dans son livre de souvenirs « La Mansarde ».
En 1925, ayant obtenu les baccalauréats sciences-langues-math-philo, il poursuit une formation d’ingénieur à l'École centrale de Lyon qu'il quitte en fin de troisième année sans diplôme, pour passer et réussir le concours d'entrée de l'École nationale de navigation maritime de Marseille, dont il sortira diplômé le 26 novembre 1928. Il fait ensuite son service militaire dans la Marine nationale : incorporé en mai 1929 à Toulon, le matelot de deuxième classe Victor devient après ses classes élève officier sur le bateau-école cuirassé Voltaire puis aspirant sur le porte-avions Béarn. La Marine, dont il se fait une idée plus poétique, le déçoit.
En 1931, il obtient un brevet de pilote d'avion, grâce à son instructeur et ami, Claude de Cambronne. Les deux années suivantes, il est employé aux Établissements E.H. Victor mais rapidement, son désir d'aller explorer les îles polynésiennes l'en détourne. Arrivé à Paris en septembre 1933, il obtiendra bientôt le diplôme de l'Institut d'ethnographie du Trocadéro de Paris.

### Premières expéditions au Groenland (1934-1939)

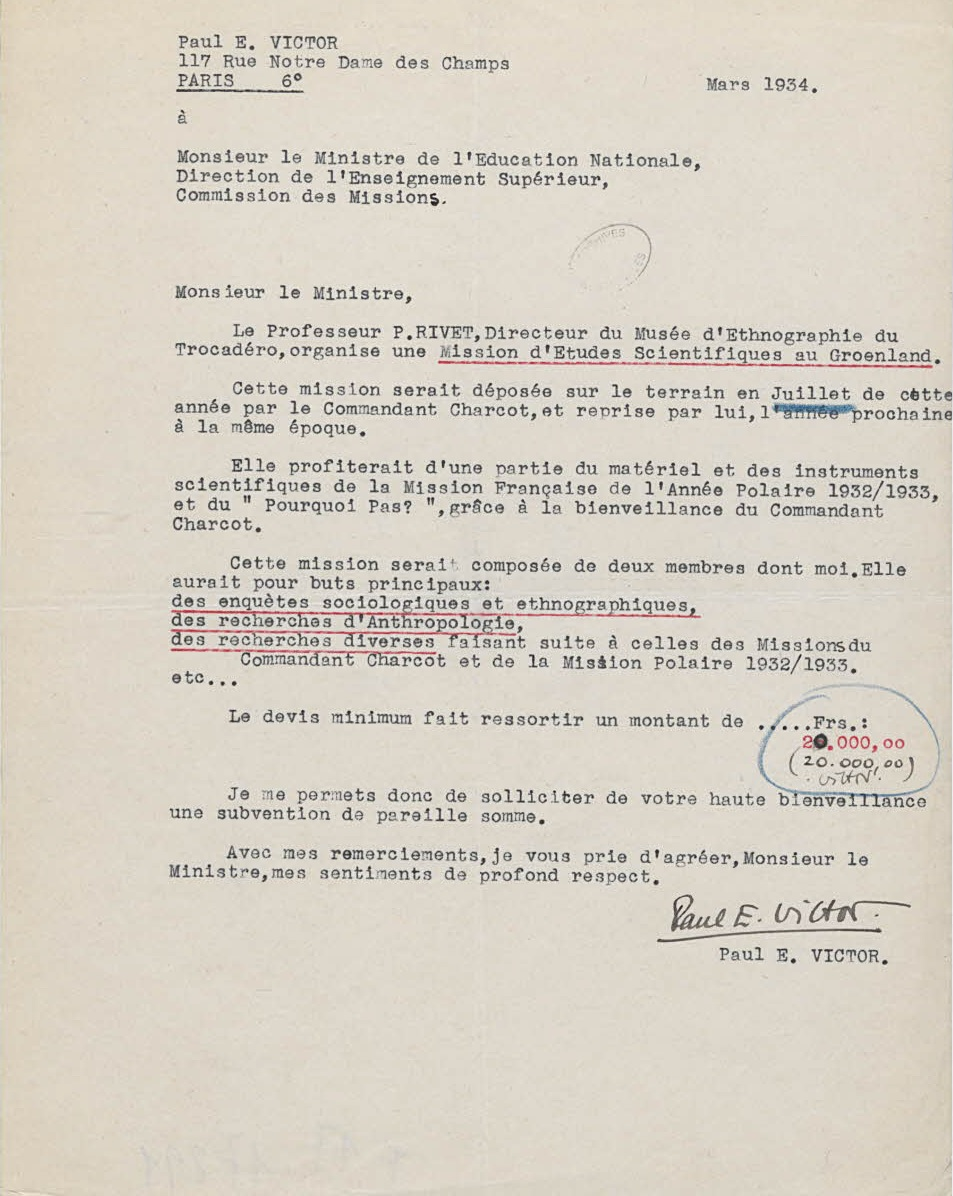
Demande de mission au Groenland par Paul-Émile Victor, mars 1934. Archives nationales.

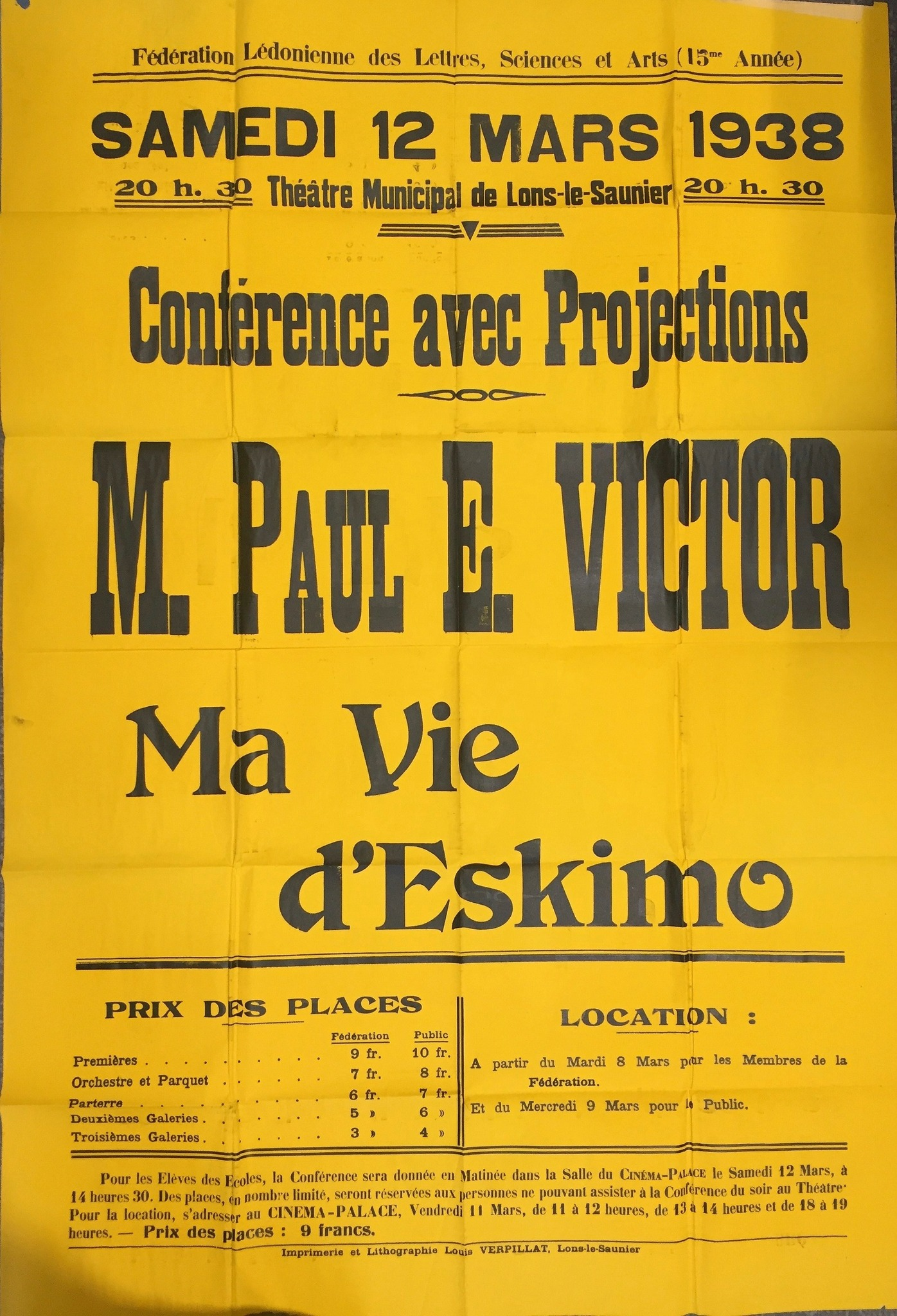
Affiche pour une conférence de Paul-Émile Victor, Théâtre municipal de Lons-le-Saunier, 12 mars 1938.

En 1934, à la suite d'une rencontre décisive avec le célèbre et très médiatique commandant et explorateur polaire français Jean-Baptiste Charcot, il organise sa première expédition polaire grâce au Musée d'Ethnographie du Trocadéro de Paris et son directeur, Paul Rivet. Il embarque sur le Pourquoi-Pas ? du célèbre commandant et se fait débarquer avec trois compagnons, le médecin et anthropologue Robert Gessain, le géologue Michel Pérez et le cinéaste Fred Matter-Steveniers, sur la côte est du Groenland pour sa première expédition polaire chez les « Eskimos » de la localité d'Ammassalik. Au cours de cette première année passée avec les inuits, il apprend à parler couramment leur langue.
En 1935, à son retour en France, fort de son aura et de son sens de la communication exceptionnel, il acquiert une notoriété médiatique grâce à de nombreuses conférences et articles sur ses aventures, dans des revues diverses.
En 1936, il réalise l'exploit de traverser le Groenland en traîneaux à chiens, d'ouest en est, avec ses compagnons Robert Gessain, Michel Pérez et le Danois Eigil Knuth. Arrivé à l'est, il reste quatorze mois seul à Kangerlussuatsiaq au sein d'une famille Inuit « comme un Eskimo parmi les Eskimos ». Aventure durant laquelle il a une liaison avec Doumidia, une « ravissante » jeune inuit de dix-neuf ans (il en a vingt-neuf).
À son retour en France à bord du Quest de Gaston Micard, il rencontre un nouveau grand succès médiatique et scientifique grâce à ses nombreuses conférences et articles de presse et de revue diverses et publie pour le Musée de l'Homme les résultats de son étude ethnologique et ses nombreuses notes et dessins sur la culture traditionnelle groenlandaise entièrement organisée autour du phoque.
En 1938, avec Michel Perez et le lieutenant Jacques Flotard (armée des Alpes, futur chef de corps de l’Ecole Militaire de Haute Montagne ), il effectue un raid transalpin Nice / Chamonix en traîneaux à chiens pour démontrer, avec succès, que les techniques polaires peuvent pallier les problèmes de transport d'hommes et de matériel en cas d'hiver rigoureux.
En 1939, il réalise une étude ethnologique en Laponie norvégienne, finlandaise, suédoise avec ses amis les docteurs Michel Latarjet et Raymond Latarjet.

### Pilote de l'US Air Force (1941-1946)
Paul-Émile Victor, lors de la déclaration de la Seconde Guerre mondiale, est mobilisé dans la marine française basée à Stockholm en Suède. Il est à la fois officier de renseignement et officier de liaison avec la Finlande alliée jusqu'à l'armistice de 1940. Il quitte la France à l'automne 1940 et séjourne au Maroc puis en Martinique dans le cadre de missions ethnologiques, et arrive aux États-Unis en juillet 1941.
En 1942, il s'engage dans l'US Air Force comme GI, avant de devenir, grâce à sa connaissance du milieu polaire, lieutenant-instructeur, pilote et parachutiste. Il prend par la suite le commandement d'une des escadrilles « recherche et sauvetage » de pilotes perdus en milieu polaire pour l'Alaska, le Canada et le Groenland et obtient à ce titre la double nationalité française et américaine.
Rentré en France en décembre 1945, il est démobilisé en juillet 1946 et se marie le 30 juillet, avec Éliane Decrais (1918-2017) dont il a un premier fils le 30 mai 1947, Jean-Christophe puis les jumeaux Stéphane et Daphné le 6 novembre 1952. Le 30 septembre 1971, il aura un autre fils Teva (sculpteur) avec sa seconde femme Colette.

### Chef des Expéditions polaires françaises (1947-1976)

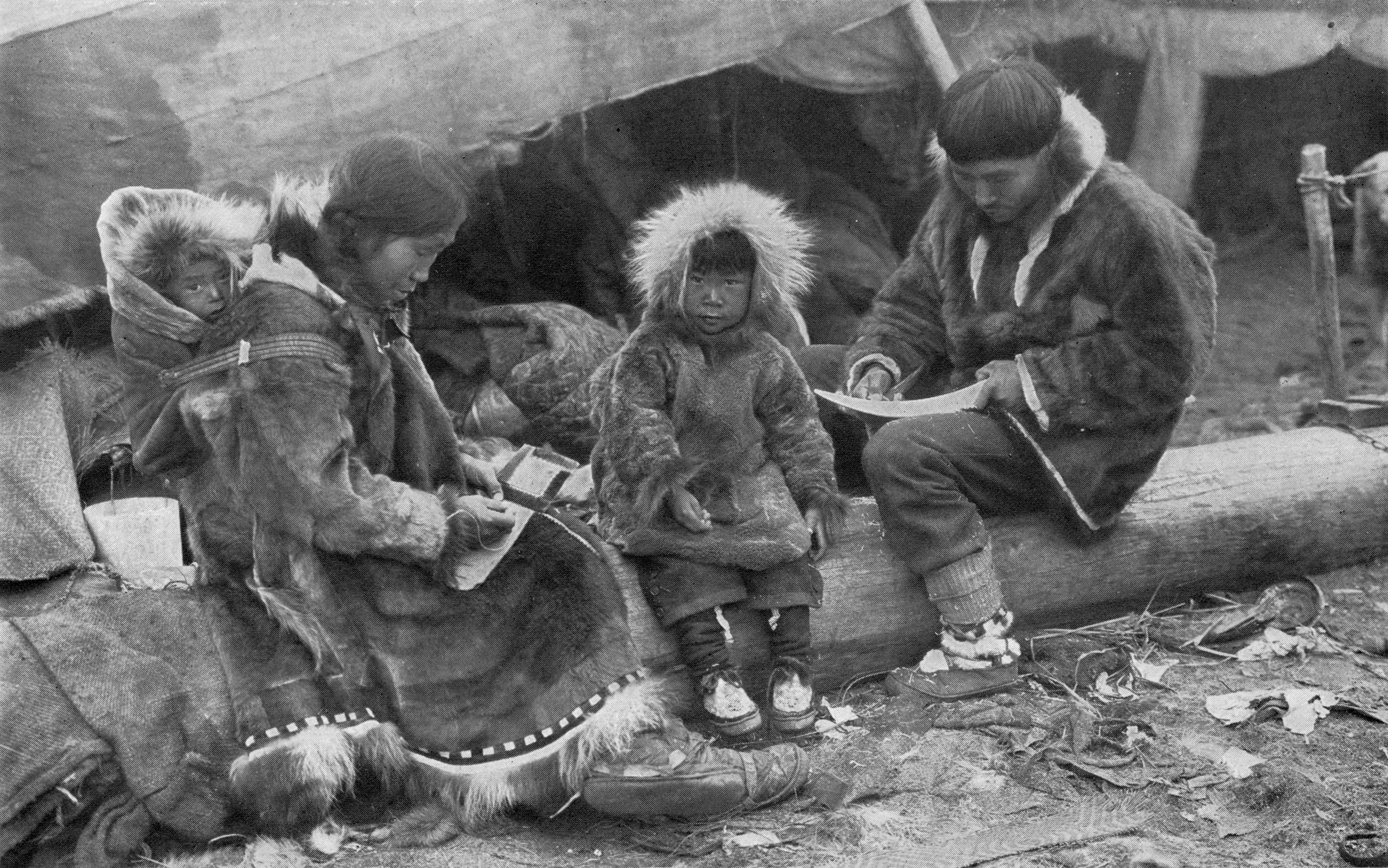
Les populations Inuits sont restées peu connues avant les récits des premiers explorateurs.

Le 28 février 1947, après 13 ans d'exploration et d'ethnologie, Paul-Émile Victor s'oriente vers les expéditions scientifiques en créant les Expéditions Polaires Françaises - EPF - Missions Paul-Émile Victor grâce à son charisme, à son don pour les relations publiques et avec l'appui entre autres des médias, du gouvernement et du député et ministre André Philip.
De 1947 à 1976, il dirige les Expéditions polaires françaises. Au cours de ces vingt-neuf années, 150 expéditions sont menées, dix-sept d'entre elles qu'il vit et dirige personnellement en Terre Adélie en Antarctique et quatorze au Groenland en Arctique avec, entre autres, comme cadreur Samivel.
Il est également chef de l'Expédition glaciologique internationale au Groenland (EGIG), président du Scientific Committee on Antarctic Research (SCAR), président du Comité antarctique français pour l'Année géophysique internationale (AGI).
Paul-Émile Victor réalise en 1956 son premier voyage en terre Adélie. Il y installe, trois ans plus tard, la base antarctique Dumont d'Urville et la base Charcot 320 km vers l'intérieur du continent Antarctique. Pour progresser sur les zones glaciaires il fait fabriquer par l'intermédiaire de la Someto des chenilles spéciales dessinées par M. Cousin.
À partir de 1962, il s'intéresse puis se passionne pour la défense de l'homme et de son environnement et devient en 1968 délégué général de la Fondation pour la Sauvegarde de la Nature, créée par Louis Armand.
Le 1er mars 1965, il épouse en secondes noces à Tahiti, Colette Faure, une hôtesse de l'air qui vit dans une péniche voisine de la sienne, amarrée sur la Seine à Paris, dont il a un fils : Teva, né le 30 septembre 1971. C'est Colette qui lui fait découvrir le livre Printemps silencieux (Silent Spring) de l'océanographe américaine Rachel Carson, ouvrage qui le décide à s'investir pleinement dans le mouvement écologiste.
En 1974, il crée le « Groupe Paul-Émile Victor pour la défense de l'homme et de son environnement » avec notamment, Jacqueline Auriol, Alain Bombard, Jacques-Yves Cousteau, Haroun Tazieff, les professeurs Louis Leprince-Ringuet et Jacques Debat, groupe dont les travaux fourniront la matière de son livre Jusqu'au cou… et comment s'en sortir publié en 1979 chez Nathan, où il aborde ce que l'on appelle aujourd'hui le « développement durable » dans une perspective globale et pratique.
En 1976, à 69 ans, il prend sa retraite et transmet la direction des EPF à ses compagnons, notamment Jean Vaugelade et Gaston Rouillon, et devient membre du Conseil consultatif des TAAF (Terres australes et antarctiques françaises).
Les Expéditions Polaires Françaises, après avoir été intégrées dans l'Institut Français pour la Recherche et la Technologie Polaires (IFRTP), ont laissé la place, au début des années 2000, à l'Institut polaire français Paul-Émile-Victor (IPEV), basé à Brest.

### Retraite en Polynésie (1976-1995)

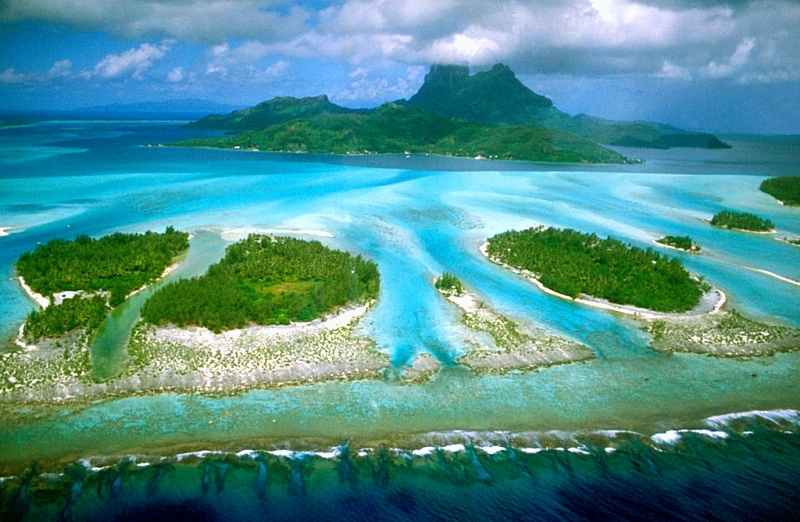
Bora Bora, où demeure Paul-Émile Victor de 1977 à sa mort.

En 1977, il réalise son second rêve d'adolescent : avec sa femme Colette et leur fils, ils s'installent en Polynésie française sur leur motu, vierge, le Motu Tane (« l'île de l'homme » en langue tahitienne) à Bora-Bora, où il passe sa retraite à rédiger ses mémoires et des articles tout en dessinant beaucoup et en jouant encore, à l'occasion, de son énorme aura médiatique dans des causes diverses, et en recevant le gotha scientifique planétaire de passage dans cette île paradisiaque.
Les 5 et 6 octobre 1982 a lieu à l'hôtel Drouot la vente de sa bibliothèque polaire et de voyages. Le catalogue comporte une intéressante introduction de Paul-Émile Victor expliquant les raisons de la vente : « il n'est guère possible de faire venir mes 125 mètres linéaires de ma bibliothèque polaire » et « raison profonde… je ne veux pas qu'ils aillent se noyer dans une bibliothèque de Musée… ».
En 1987, pour fêter ses 80 ans, il retourne en février en terre Adélie, accompagné de quatre adolescents, son fils de 15 ans et trois étudiants français qui ont gagné un concours organisé par les Explorations polaires françaises et le journal Science et Vie. Puis, le 5 mai, il pose pour la première fois le pied au pôle Nord avec l'expédition polaire en ULM de Hubert de Chevigny et Nicolas Hulot.
En 1988, sur son île, il est frappé par un accident vasculaire cérébral qui le paralyse à moitié, mais dont il récupère en grande partie.
En janvier 1989 est inauguré le « musée polaire Paul-Émile-Victor » à Prémanon, près des Rousses à 30 km de Saint-Claude, dans le Jura franc-comtois de son enfance, où il effectue de nombreux séjours lorsqu'il est en France. Ce musée fondé avec son ami jurassien Pierre Marc devient en 1998 le « Centre polaire Paul-Émile Victor », qui fermera définitivement ses portes le 31 mars 2016 pour faire place à l'Espace des Mondes Polaires Paul-Émile Victor.
Il fut « consul » du royaume d'Araucanie et de Patagonie à Bora-Bora.
Le 7 mars 1995, il meurt sur le Motu Tane à l'âge de 87 ans et, selon ses dernières volontés, est immergé en haute mer avec les hommages de la Marine nationale à bord du bâtiment de transport léger de la classe Champlain, le Dumont d'Urville.
Paul-Émile Victor est l'auteur d'une quarantaine d'ouvrages scientifiques, techniques, de vulgarisation et d'aventures, et de très nombreuses revues et articles. Il obtient le prix de l'Académie française en 1973 pour l'ensemble de son œuvre littéraire, la grand-croix de la Légion d'honneur et le titre de Satrape du Collège de 'Pataphysique.
Écrivain, dessinateur, protecteur de la nature avant l'heure, homme de cœur, de contact et de communication, « PEV » (comme l'appellent ses amis) a laissé en héritage - outre un institut polaire et un musée - un état d'esprit, celui qui a guidé sa vie d'explorateur et d'humaniste passionné, ouvert sur le monde et sur les autres. Depuis son plus jeune âge, il a porté et défendu des valeurs partagées avec le scoutisme telles que :
- l'esprit d’équipe, le sens du partage et de l’intérêt général, voire de l'intérêt national ;
- le sens de la responsabilité, personnelle et planétaire ;
- l'intégrité, l'indépendance vis-à-vis des pouvoirs politiques et financiers ;
- la curiosité, l'ouverture, la confiance en l’autre ;
- le sens de la transmission, l'écoute et le soutien aux générations futures…

C'est pour pérenniser sa mémoire, son œuvre, ses convictions et ses valeurs que ses quatre enfants ont créé le fonds de dotation Paul-Émile-Victor, appelé, entre autres, à initier, monter ou soutenir tout projet, sportif ou non, polaire ou non, en concordance avec ces valeurs, fondamentalement humaines.

## Décorations
- 1952 :  Chevalier de l'ordre de Dannebrog (Danemark)
- 1952 : Médaille du Souverain, Royal Geographical Society (Grande-Bretagne, Royaume-Uni)
- 1er septembre 1953 :  Chevalier de la Légion d'honneur (France)
- 1955 : Médaille Vega (Suède)
- 1956 : Grand Officier de l'Ordre de l'Étoile d'Anjouan (France)
- 1958 :  Commandeur de l'ordre du Mérite sportif‎ (France)
- 23 mars 1960 : Grand Maître de l'Ordre de la Grande Gidouille (France)
- 13 juillet 1962 :  Officier de la Légion d'honneur (France)
- 1966 : Livingstone Medal, Royal Scottish Geographical Society (Écosse, Royaume-Uni)
- 1970 : Médaille Bellinghausen, Académie des sciences (URSS)
- 1973 : Prix Jean Walter de l'Académie française (France) pour l'Ensemble de son oeuvre
- 14 avril 1976 :  Commandeur de la Légion d'honneur (France)
- 1981 : Prix Jean Macé, Ligue française de l'enseignement, pour son livre Les loups, écrit avec Jean Larivière (France)
- 12 juillet 1989 :  Grand officier de la Légion d'honneur (France)
- 1er janvier 1993 :  Grand-croix de la Légion d'honneur (France)

## Musée

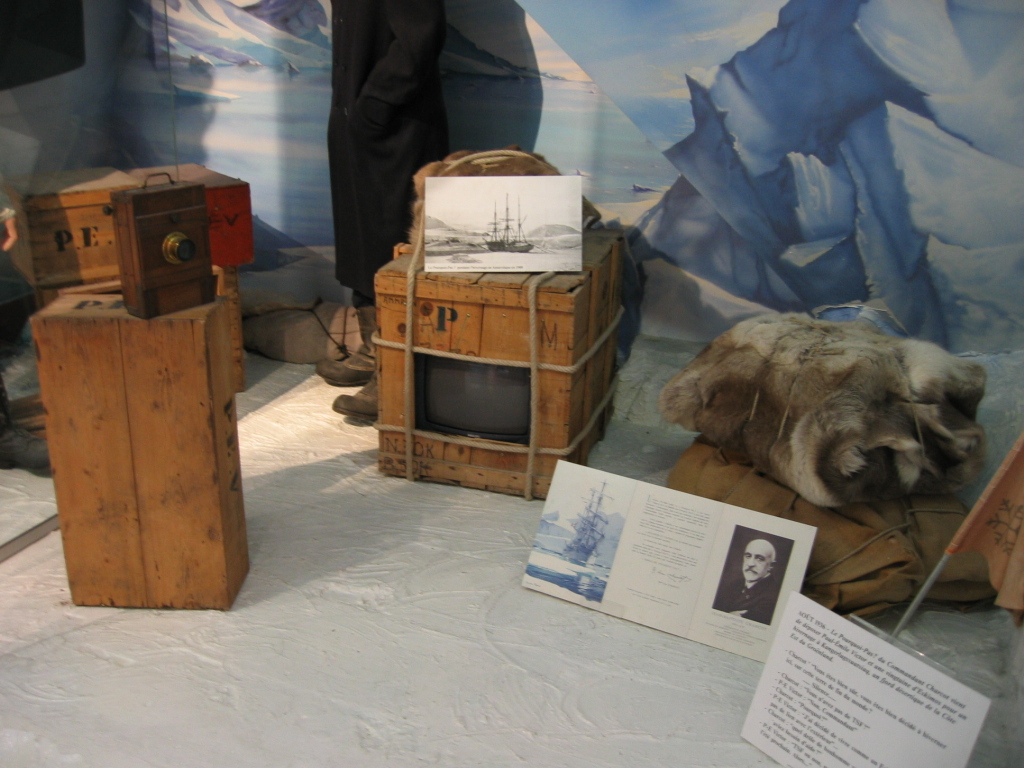
Matériel d'expédition de Paul-Émile Victor exposé jusqu'en 2016 au Centre polaire.

- À Prémanon, un des quatre villages de la station des Rousses, dans le département du Jura, le Centre polaire Paul-Émile-Victor a fonctionné de 1989 à mars 2016.
- Construit juste à côté et ouvert en février 2017, l'Espace des Mondes Polaires est dédié à l'exploration et à la connaissance des mondes arctique et antarctique, tout en œuvrant, tant par son architecture que par sa démarche pédagogique pour les grands et les petits, à la protection de la planète et au développement durable.

## Citations
- « Ce n'est pas ce que nous sommes qui nous empêche de réaliser nos rêves ; c'est ce que nous croyons que nous ne sommes pas »[19].
- « Parmi mes semblables, je me croyais un autre. Parmi les Eskimos, je me sentais l'un des leurs. […] J'avais appris à être un homme. J'étais devenu un homme »[20].
- « Le scoutisme a marqué toute ma vie et m'a aidé à la réussir. Aujourd'hui encore, à 83 ans, je réalise fréquemment à quel point je suis resté scout. »[21]
- « La nostalgie, c'est quelque chose qui vous grignote, qui vous amoindrit, c'est quelque chose qui est basé sur le passé, on vit pas dans le passé et les gens qui vivent dans le passé comme je dis sont des vieux. On vit demain, après demain, ou pour dans 50 ans. Moi je vis pour dans 500 ans »[22].
- « Il y a une chose dont je suis absolument certain, c'est que si on se prend au sérieux, on ne peut pas faire de travail sérieux. Pour faire du travail sérieux, il ne faut pas se prendre au sérieux, car c'est le seul moyen d'avoir la possibilité de faire une auto-critique. Et si on se prend au sérieux, on ne fait pas d'auto-critique. »[23]
- « Les vieux aventuriers ne meurent pas, ils disparaissent, ils s'évanouissent… »[23]
- « La seule chose promise d'avance à l'échec, c'est celle que l'on ne tente pas »[24].
- « Nous n'avions pour eux aucune haine. Ils faisaient métier de loups comme nous faisions métier d'hommes. Ils étaient créatures de Dieu. Comme nous. Ils étaient nés prédateurs. Comme l'homme. Mais ils étaient restés prédateurs, alors que l'homme était devenu destructeur »[25].
- « Le présent est toujours autre chose, et c'est de ce présent qu'il faut toujours repartir. À chaque seconde il faut repartir pour la suivante. Si on ne repart pas, on stagne et on crève »[26].

## Œuvres écrites par Paul-Émile Victor
- 1938 : Boréal - récit - Grasset
- 1939 : Banquise - récit - Grasset
- 1939 : Jeux de ficelle chez les lapons nord occidentaux, Stockholm - publication scientifique, ethnographie
- 1940 : Expéditions françaises au Groenland, 1934-1937. Contributions à l'ethnographie des eskimos d'Angmagssalik (jeux d'enfants et d'adultes chez les Eskimo d'Angmagssalik. Les jeux de ficelle "cats' craddle"), éd. C.A. Reitzels Forlag Copenhague - publication scientifique, ethnographie
- 1941 : La Poterie pré-caraïbe à la Martinique - publication scientifique, ethnographie
- 1942 : Polar survivol, US Air Force - publication technique
- 1942 : Polar technics, US Air Force - publication technique
- 1948 : Coutumes et techniques de la piste blanche - ethnographie
- 1948 : Apoutsiak, le petit flocon de neige - album pour enfants - Flammarion
- 1949 : Techniques; chasse, piégeages, pêche, pour survivre dans les régions polaires
- 1951 : Poèmes esquimau - Seghers
- 1951 : Groenland 1948 -1949 90 photographies en noir et en couleurs de J-J.Languepin, M Ichac, J.Masson. - Arthaud
- 1952 : Aventure esquimau - Julliard, Coll. La Croix du Sud - récit ethnographique
- 1953 : La Grande faim - Julliard - récit ethnographique
- 1953 : Glaciology of the Groenland ice-cap, Georgetown University USA - glaciologie
- 1956 : Les Explorations polaires - Nouvelle librairie de France
- 1958 : Pôle Sud - Hachette
- 1958 : Progrès des techniques polaires - Nathan
- 1960 : Aventures aux pôles - Ima
- 1960 : Les Glaces - Larousse
- 1960 : Exposition Groenland. Le Danemark arctique. Catalogue de l'exposition à la Maison du Danemark 1960 (ouvrage collectif)
- 1961 : La Voie lactée - Julliard
- 1962 : Biologie antarctique et logistique - EPF
- 1962 : L'Homme à la conquête des pôles - Plon - histoire
- 1963 : Pôle Nord - Hachette
- 1963 : À l'assaut des pôles - RST
- 1963 : Aventures aux quatre coins du monde - Ima
- 1963 : Pilote de terre Adélie - EPF
- 1966 : Tahiti - Hachette
- 1967 : Pôle Nord - Pôle Sud - Hachette - histoire, géographie, géologie
- 1968 : Sur la piste blanche - Robert Laffont - technique
- 1971 : Terres polaires, terres tragiques - Plon - récit historique
- 1972 : Eskimos, nomades des glaces - Hachette - récit ethnologique
- 1973 : Smoke, Adaptation du livre de Will Henry, North Star, Presses de la Cité
- 1974 : Chiens de traîneaux, compagnons du risque. - Flammarion - récit et technique
- 1974 : La prodigieuse histoire des pôles - Nathan - géographie, histoire naturelle
- 1975 : Mes aventures polaires - G.P. Paris
- 1975 : S.EAU.S, Groupe Paul-Émile Victor pour la défense de l'homme et de son environnement - écologie
- 1975 : La Vie des eskimos - Nathan - récit ethnographique
- 1976 : À l'assaut du pôle Nord - Gallimard - récit
- 1977 : Du Groenland à Tahiti - Nathan
- 1977 : Les Survivants du Groenland - Robert Laffont - récit historique
- 1978 : Protégeons l'eau - Nathan - écologie
- 1979 : Jusqu'au cou… et comment s'en sortir - Nathan - écologie
- 1979 : Nanouk l'Eskimo, avec André Berelovitch et Carlo Wieland - Seghers et Cuénot - album illustré, ethnologie
- 1980 : Les Loups, avec Jean Larivière - Nathan - récit zoologique
- 1981 : La Mansarde - Stock - autobiographie
- 1982 : Blizzards, aventures par moins 50° - Fayard - récit historique
- 1982 : Doumidia, Grasset - récit autobiographique et ethnologique
- 1983 : Les Pôles et leurs secrets - Nathan - géographie pour les jeunes
- 1987 : L'Iglou - Stock - autobiographie ethnologie
- 1988 : Eskimo - Stock - album photos ethnographiques d'Ammassalik 1934-1937
- 1989 : La Civilisation du phoque, Tome I : Jeux, gestes et techniques des Eskimo d’Ammassalik - avec Joëlle Robert-Lamblin, Chabaud et Colin
- 1990 : Premières expéditions au Groenland 1934-1937 - Nathan
- 1991 : Chants d'Ammassalik, avec Catherine Énel et Elisa Maqe - ethnographie
- 1992 : Planète Antarctique, avec Jean-Christophe Victor - Robert Laffont - géopolitique
- 1993 : La Civilisation du phoque, Tome II : Mythes, rites et croyances des Eskimo d’Ammassalik - avec Joëlle Robert-Lamblin, Raymond Chabaud
- 1993 : Chiens Arctiques - Arthaud - récit zoologique
- 1995 : Ah ! que le monde est beau ! - poèmes inuit mis en vers français par Jean Lescure, avec Catherine Énel et Elisa Maqe - Proverbe
- 1995 : Dialogues à une voix - Robert Laffont - pensées et récits
- 2005 : Coffret Œuvres autobiographiques - 3 livres - Transboréal
- 2005 : Poèmes eskimo - Seghers Jeunesse
- 2005 : Le Génie des loups - Éditions de Monza
- 2006 : Paul-Émile Victor, voyage(s) d'un humaniste - dessins, croquis, peintures - Ouest-France
- 2007 : Adieu l'Antarctique, réédition de Planète Antarctique avec mise à jour par Jean-Christophe Victor - Robert Laffont
- 2008 : Pouyak, la petite fille eskimo qui jouait à la poupée tout le temps - album pour enfants - Transboréal
- 2022 : Cuculubrations - anthropozoologie - Collège de 'Pataphysique

## Établissements et voies baptisés Paul-Émile Victor
- Jetée Paul-Émile-Victor à Ouistreham (Calvados)
- Rue Paul-Émile-Victor Ouistreham (Calvados)
- Rue Paul-Emile Victor à Guilers (Finistère)
- Rue Paul-Émile-Victor à Arnieres-sur-Iton (Eure)
- Rue Paul-Émile-Victor à Fouras (Charente-Maritime)
- Rue Paul-Émile-Victor à La Rochelle (Charente-Maritime)
- Rue Paul-Émile-Victor à Noyon (Oise)
- Rue Paul-Émile Victor à Vaux-sur-Mer (Charente-Maritime)
- Rue Paul-Émile Victor à Trégueux (Côtes-d'Armor)
- Rue Paul-Émile Victor à Saint-Marcellin (Isère)
- Square Paul-Émile-Victor à Semussac (Charente-Maritime)
- Place Paul-Émile Victor à Paris, 8e arrondissement
- Rue Paul-Émile Victor à Saint-Quentin ( Aisne)
- La rue Paul-Émile Victor à Massy (Essonne)
- Rue Paul-Émile Victor à Marck dans le Calaisis (Pas-de-Calais).
- Cour Paul-Émile Victor, impasse privée à Morschwiller-le-Bas (Haut-Rhin)
- Rue Paul-Émile Victor Châtillon-sur-Thouet (Deux-Sèvres)
- L'école maternelle Paul-Émile-Victor de Longvic (Côte-d'Or)
- Le Groupe scolaire Paul-Émile-Victor de Port-en-Bessin-Huppain (Calvados)
- Le Groupe scolaire Paul-Émile-Victor de Saint-Grégoire (Ille-et-Vilaine)
- Le Groupe scolaire Paul-Émile-Victor de Vieillevigne (Loire-Atlantique)
- Le Groupe scolaire Paul-Émile-Victor de Lyon (Rhône)
- L'école élémentaire Paul-Émile-Victor de Gap (Hautes-Alpes)
- Le Groupe scolaire Paul-Émile-Victor de Baisieux (Nord)
- L'école élémentaire Paul-Émile-Victor de Cesson (Seine-et-Marne)
- L'école élémentaire Paul-Émile-Victor de Dissay (Vienne)
- L'école primaire Paul-Émile-Victor d'Épinal (Vosges)
- Le Groupe scolaire Paul-Émile-Victor d'Ercé-près-Liffré (Ille-et-Vilaine)
- Le Groupe scolaire Paul-Émile-Victor de Gigean (Hérault)
- Le Groupe scolaire Paul-Émile-Victor de Montpon-Ménestérol (Dordogne)
- Le Groupe scolaire Paul-Émile-Victor de Plonéis (Finistère)
- Le Groupe scolaire Paul-Émile-Victor de Riantec (Morbihan)
- Le Groupe scolaire Paul-Émile-Victor de Saulnières (Eure-et-Loir)
- Le Groupe scolaire Paul-Émile-Victor de Saint-Georges-de-Pointindoux (Vendée)
- Le Groupe scolaire Paul-Émile-Victor de Saint-Jean-Brévelay (Morbihan)
- Le collège Paul-Émile-Victor d'Agde (Hérault)
- Le collège Paul-Émile-Victor de Rillieux-la-Pape (Rhône)
- Le collège Paul-Émile-Victor de Mundolsheim près de Strasbourg (Bas-Rhin)
- Le collège Paul-Émile-Victor de Cranves-Sales près d'Annemasse (Haute-Savoie)
- Le collège Paul-Émile-Victor de Château-Gontier (Mayenne)
- Le collège Paul-Émile-Victor de Branne (Gironde)
- Le collège Paul-Émile-Victor de Corcieux (Vosges)
- Le collège Paul-Émile-Victor de Vidauban (Var)
- Le lycée des métiers Paul-Émile Victor d'Obernai (Bas-Rhin)
- Le lycée professionnel Paul-Émile-Victor d'Avrillé (Maine-et-Loire)
- Le lycée général et professionnel Paul-Émile-Victor d'Osny dans le Val-d'Oise
- Le lycée polyvalent Paul-Émile-Victor de Champagnole (Jura)
- La médiathèque Paul-Émile-Victor d'Availles-en-Châtellerault (Vienne)
- La bibliothèque municipale Paul-Émile-Victor de Clouange (Moselle)
- La M.J.C. Paul-Émile-Victor de Lons-le-Saunier (Jura)
- La Maison pour tous Paul-Émile-Victor de Montpellier (Hérault)
- Le Centre sportif Paul-Émile-Victor d'Aulnay-sous-Bois (Seine-Saint-Denis)
- Le Complexe sportif Paul-Émile-Victor de Champigny-sur-Marne (Val-de-Marne)
- Le Complexe sportif Paul-Émile-Victor d'Ergué-Gabéric (Finistère)
- La Résidence Paul-Émile Victor à Marseille près de l'ENSM (École de la Marine Marchande) qui héberge des promotions d'élèves officiers
- La Résidence Paul-Émile Victor sur le campus de l'École centrale de Lyon[27]

La promotion 1994 de Sciences Po Rennes porte son nom.
La promotion 1998 de L'ENSAIS (École nationale supérieure des arts et industries de Strasbourg) porte son nom.
La promotion 2016 entrante de l’École Centrale de Lyon porte son nom.
La promotion 2019 entrante des Administrateurs des Affaires maritimes porte son nom.
La promotion 2024-2026 de l'INSP porte son nom.

## Filmographie
- Quatre du Groenland, film de l'expédition de 1936 (30 min), réalisé par Fred Matter.
- La vie des Français en terre Adélie, film documentaire (76 min) sur son dernier voyage en terre Adélie, et ses adieux aux Expéditions Polaires Françaises (1976), réalisé par Jacques Ertaud.
- Paul-Émile Victor, Retour vers le futur, ou quand PEV retourne en terre Adélie pour ses 80 ans, film documentaire (30 min) réalisé par Dominique Martial (1986).
- Paul-Émile Victor, Un rêveur dans le siècle, film documentaire (3 × 52 min) réalisé par Jean-Louis Comolli (1990).
- Paul-Émile Victor, Voyage(s) d'un Humaniste, film documentaire (52 min) de Aubin Hellot (1999).
- Dans les pas de Paul-Émile Victor, l'aventure polaire, film documentaire (52 min), réalisé par Stéphane Dugast (2006).
- Paul-Émile Victor, J'ai horreur du froid, film documentaire (52 min), produit par Ekla Productions (http://www.ekla-prod.com/) et réalisé par Stéphane Dugast (2019).
- Les films des Expéditions polaires françaises, conservés à la Cinémathèque de Bretagne